# Chamborigaud
Chamborigaud é uma comuna francesa na região administrativa de Occitânia, no departamento de Gard. Estende-se por uma área de 17,86 km². Em 2010 a comuna tinha 868 habitantes (densidade: 48,6 hab./km²).